# Hofmeisteria dissecta
Hofmeisteria dissecta là một loài thực vật có hoa trong họ Cúc. Loài này được (Hook. & Arn.) R.M.King & H.Rob. mô tả khoa học đầu tiên năm 1966.